# Mottafollone
Mottafollone (Mattifiddruni nel dialetto locale; Mattifuddùni in calabrese) è un comune italiano di 1 050 abitanti della provincia di Cosenza in Calabria. Sorge tra la parte sud del Parco nazionale del Pollino e la Piana di Sibari. Confina con i comuni di San Sosti, Malvito, Sant'Agata di Esaro, Grisolia, Buonvicino.

## Storia

### Simboli
Lo stemma e il gonfalone sono stati concessi con DPR del 18 marzo 1985.
(Art. 4 dello Statuto)
Il gonfalone è un drappo partito di bianco e di nero.

## Società

### Evoluzione demografica
Abitanti censiti

## Amministrazione

### Gemellaggi
- Andenne